# Aspidont szablozęby
Aspidont szablozęby (Aspidontus taeniatus) − gatunek ryby z rodziny ślizgowatych (Blenniidae), nazywany też czyścicielem rzekomym.

## Występowanie
Występuje na obszarze od Wysp Kokosowych i Wyspy Bożego Narodzenia na zachodzie po Line Islands i Tuamotu na wschodzie oraz od południowej Japonii na północy po Nową Południową Walię na południu.
Żyje na rafach koralowych oraz w lagunach na głębokości 3–25 m. Często żyje parami w wąskich szczelinach.

## Cechy morfologiczne
Dorasta do 11,5 cm długości. W płetwie grzbietowej 10–12 twardych i 26–28 miękkich promieni, w płetwie odbytowej 2 twarde i 25–28 miękkich promieni. W płetwach piersiowych 13–15 promieni, w płetwach brzusznych 1 twardy i 3 miękkie promienie.
Bardzo podobny do wargatka sanitarnika, pod którego się podszywa. Różni się od niego otworem gębowym, który jest położony przednio, ale poniżej końcówki pyska.

## Odżywianie
Zachowaniem i wyglądem udaje wargatka sanitarnika, ma to na celu zwabienie większych ryb, które następnie szybko atakuje i odgryza im kawałek płetwy bądź skóry, po czym ucieka do swojej kryjówki. Doświadczone ryby często rozpoznają oszustwo i odganiają go zanim zdąży je zaatakować. Poza tym żywi się ikrą innych ryb oraz robakami.

## Rozród
Ikra jest składana na dnie, przyklejana do podłoża i strzeżona.

## Znaczenie
Bywa hodowany w akwariach.